# Горохов, Андрей Юрьевич
Андрей Юрьевич Горохов (род. 13 января 1960, Балхаш, Карагандинская область, Казахская ССР, СССР) — российский политический деятель, депутат Государственной думы VIII созыва от партии «Единая Россия» (с 2021 года). Доктор экономических наук, профессор Московского государственного университета технологии и управления имени К. Г. Разумовского. Был депутатом Калининградской областной думы V созыва от Черняховска. С 2002 по 2004 год председатель совета директоров АКБ (ЗАО) «Химмашбанк».
Из-за поддержки российской агрессии и нарушения территориальной целостности Украины находится под персональными международными санкциями всех стран Европейского союза, Великобритании, Соединенных Штатов Америки, Канады, Швейцарии, Австралии, Японии, Украины, Новой Зеландии. 